# Parazoanthus catenularis
Parazoanthus catenularis is een Zoanthideasoort uit de familie van de Parazoanthidae. De wetenschappelijke naam van de soort is voor het eerst geldig gepubliceerd in 1860 door Duchassaing & Michelotti.